# Göran Ewerlöf
Knut Göran Ewerlöf, född 28 mars 1944 i Oscars församling i Stockholm, är en svensk jurist.

## Arbetsliv
Efter studier blev han juris kandidat 1968 varpå han genomförde tingstjänstgöring 1969–1971. Därefter var han fiskal vid Svea hovrätt 1972, tingsfiskal vid Gävle tingsrätt 1972–1973, sakkunnig vid Justitiedepartementet 1973–1976, assessor vid Svea hovrätt 1977, sakkunnig vid Kommunikationsdepartementet 1978 och sekreterare i Barnens rätt 1978–1981. Han var justitieombudsman 1981–1983, rådman vid Södertälje tingsrätt 1983–1994, lagman vid Eskilstuna tingsrätt 1994–1998 och hovrättslagman vid Svea hovrätt från 1998.
Han var sekreterare i Ofödda barns rätt 1983–1989, sakkunnig i Socialtjänstkommittén 1992–1994, sakkunnig i Hovrättsprocessutredningen 1993–1995, ordförande i Kommittén om barn i homosexuella familjer 1999–2001, ordförande i Diskrimineringskommittén från 2002 och ordförande i Rättsliga rådet från samma år.
Han dömde i Stureplansrättegången 2007 och var utredare i en utredning som utmynnade i betänkandet Asylsökande ensamkommande barn, vilken överlämnades till migrationsministern Tobias Billström 2011. Sedan 2013 är han ordförande i den nybildade statliga myndigheten Ersättningsnämnden, som har till uppgift att ge ekonomisk ersättning till barn som utsatts för grov vanvård under barnhems- eller fosterhemsplacering åren 1920–1980.

## Familj
Göran Ewerlöf är son till juristen Bengt Ewerlöf och Birgit Nanne, omgift med Anders Westerlund, bror till Nationalmuseums marknadschef Birgitta Ryott Härenstam, gift med Magnus Härenstam, sonson till Knut G. Ewerlöf och Elsa Ewerlöf samt brorson till Gunnar Ewerlöf. Han är vidare kusin till Katarina Ewerlöf.
Göran Ewerlöf är sedan 1968 gift med mellanstadieläraren Seija Makkonen (född 1947), dotter till Väinö Makkonen och Aili, ogift Kurri. Han är far till Pontus Ewerlöf (född 1970) och Malin Ewerlöf (född 1972).